# Presidente della Chiesa di Gesù Cristo dei Santi degli Ultimi Giorni
Il supremo ufficio della Chiesa di Gesù Cristo dei Santi degli Ultimi Giorni è quello del presidente della Chiesa. La persona investita di tale incarico è chiamata a: 
|  | « presiedere sull'intera chiesa e di essere simile a Mosè » |
|  | (DeA 107:91)                                                |

 I santi degli ultimi giorni considerano il presidente della Chiesa un "profeta, veggente e rivelatore" (DeA 21:1). Inoltre, il presidente è contestualmente il presidente del Sommo Sacerdozio della Chiesa (DeA 107:65) ed è l'unica persona sulla terra autorizzata ad esercitare tutte le chiavi del sacerdozio.
Il presidente della Chiesa viene assistito nello svolgimento del suo incarico da due consiglieri, con i quali forma il consiglio, o quorum, della Prima presidenza della Chiesa.
Il 14 gennaio 2018, Russel M. Nelson ha assunto l'incarico della presidenza della Chiesa, assistito dai due consiglieri: Dalling H. Oaks e Henry B. Eyring. 

## Lista dei Presidenti della Chiesa
|    | Ritratto                                                                                    | Presidente                                                                                  | Nascita                                                                                     | Ordinazione                                                                                 | Morte                                                                                       | Durata       |
| -- | ------------------------------------------------------------------------------------------- | ------------------------------------------------------------------------------------------- | ------------------------------------------------------------------------------------------- | ------------------------------------------------------------------------------------------- | ------------------------------------------------------------------------------------------- | ------------ |
| 1  |                                                                                             | Joseph Smith, Jr.                                                                           | 23 dicembre 1805                                                                            | 6 aprile 1830                                                                               | 27 giugno 1844                                                                              | 14 anni      |
|    | Chiesa diretta da Brigham Young in qualità di Presidente del Quorum dei Dodici Apostoli.    | Chiesa diretta da Brigham Young in qualità di Presidente del Quorum dei Dodici Apostoli.    | Chiesa diretta da Brigham Young in qualità di Presidente del Quorum dei Dodici Apostoli.    | Chiesa diretta da Brigham Young in qualità di Presidente del Quorum dei Dodici Apostoli.    | Chiesa diretta da Brigham Young in qualità di Presidente del Quorum dei Dodici Apostoli.    | Circa 3 anni |
| 2  |                                                                                             | Brigham Young                                                                               | 1º giugno 1801                                                                              | 27 dicembre 1847                                                                            | 29 agosto 1877                                                                              | 29 anni      |
|    | Chiesa diretta da John Taylor in qualità di Presidente del Quorum dei Dodici Apostoli.      | Chiesa diretta da John Taylor in qualità di Presidente del Quorum dei Dodici Apostoli.      | Chiesa diretta da John Taylor in qualità di Presidente del Quorum dei Dodici Apostoli.      | Chiesa diretta da John Taylor in qualità di Presidente del Quorum dei Dodici Apostoli.      | Chiesa diretta da John Taylor in qualità di Presidente del Quorum dei Dodici Apostoli.      | Circa 3 anni |
| 3  |                                                                                             | John Taylor                                                                                 | 1º novembre 1808                                                                            | 10 ottobre 1880                                                                             | 25 luglio 1887                                                                              | 8 anni       |
|    | Chiesa diretta da Wilford Woodruff in qualità di Presidente del Quorum dei Dodici Apostoli. | Chiesa diretta da Wilford Woodruff in qualità di Presidente del Quorum dei Dodici Apostoli. | Chiesa diretta da Wilford Woodruff in qualità di Presidente del Quorum dei Dodici Apostoli. | Chiesa diretta da Wilford Woodruff in qualità di Presidente del Quorum dei Dodici Apostoli. | Chiesa diretta da Wilford Woodruff in qualità di Presidente del Quorum dei Dodici Apostoli. | Circa 2 anni |
| 4  |                                                                                             | Wilford Woodruff                                                                            | 1º marzo 1807                                                                               | 7 aprile 1889                                                                               | 2 settembre 1898                                                                            | 9 anni       |
| 5  |                                                                                             | Lorenzo Snow                                                                                | 3 aprile 1814                                                                               | 13 settembre 1898                                                                           | 10 ottobre 1901                                                                             | 3 anni       |
| 6  |                                                                                             | Joseph F. Smith                                                                             | 13 novembre 1838                                                                            | 17 ottobre 1901                                                                             | 19 novembre, 1918                                                                           | 17 anni      |
| 7  |                                                                                             | Heber J. Grant                                                                              | 22 novembre 1856                                                                            | 23 novembre 1918                                                                            | 14 maggio 1945                                                                              | 27 anni      |
| 8  |                                                                                             | George Albert Smith                                                                         | 4 aprile 1870                                                                               | 21 maggio 1945                                                                              | 4 aprile 1951                                                                               | 6 anni       |
| 9  |                                                                                             | David O. McKay                                                                              | 8 settembre 1873                                                                            | 9 aprile 1951                                                                               | 18 gennaio 1970                                                                             | 19 anni      |
| 10 |                                                                                             | Joseph Fielding Smith                                                                       | 19 luglio 1876                                                                              | 23 gennaio 1970                                                                             | 2 luglio 1972                                                                               | 2 anni       |
| 11 |                                                                                             | Harold B. Lee                                                                               | 28 marzo 1899                                                                               | 7 luglio 1972                                                                               | 26 dicembre, 1973                                                                           | 1 anno       |
| 12 |                                                                                             | Spencer W. Kimball                                                                          | 28 marzo 1895                                                                               | 30 dicembre 1973                                                                            | 5 novembre, 1985                                                                            | 12 anni      |
| 13 |                                                                                             | Ezra Taft Benson                                                                            | 4 agosto 1899                                                                               | 10 novembre 1985                                                                            | 30 maggio 1994                                                                              | 8 anni       |
| 14 |                                                                                             | Howard W. Hunter                                                                            | 14 novembre 1907                                                                            | 5 giugno 1994                                                                               | 3 marzo 1995                                                                                | 9 mesi       |
| 15 |                                                                                             | Gordon B. Hinckley                                                                          | 23 giugno 1910                                                                              | 12 marzo 1995                                                                               | 27 gennaio 2008                                                                             | 12 anni      |
| 16 |                                                                                             | Thomas S. Monson                                                                            | 21 agosto 1927                                                                              | 3 febbraio 2008                                                                             | 2 gennaio 2018                                                                              | 10 anni      |
| 17 |                                                                                             | Russell M. Nelson                                                                           | 9 settembre 1924                                                                            | 14 gennaio 2018                                                                             | In carica                                                                                   |              |